# Doris May
Pour les articles homonymes, voir May.
Doris May est une actrice américaine du cinéma muet, née à Seattle (État de Washington), le 15 octobre 1902, et morte à Los Angeles (Californie), le 12 mai 1984. 

## Biographie
Doris May a été mariée au cinéaste Wallace MacDonald. Elle est inhumée au Forest Lawn Memorial Park à Glendale (Californie).

## Filmographie partielle
- 1917 : Quand l'agneau se fâche (His Mother's Boy) de Victor L. Schertzinger
- 1918 : Volonté (Playing the Game) de Victor Schertzinger
- 1918 : Fleur des champs (The Hired Man) de Victor L. Schertzinger
- 1918 : Au pays des loups (The Law of the North) d'Irvin Willat
- 1919 : La Permission de Teddy (23 1/2 Hours' Leave) de Henry King : Peggy Dodge
- 1919 : Hay Foot, Straw Foot! de Jerome Storm : Betty Martin
- 1920 : Teddy médecin (Mary's Ankle) de Lloyd Ingraham
- 1921 : Le Détective improvisé (The Rookie's Return) de Jack Nelson
- 1921 : La Cloche d'airain (The Bronze Bell) de James W. Horne
- 1921 : Le Gosse infernal (Peck's Bad Boy) de Sam Wood
- 1921 : The Foolish Age de William A. Seiter
- 1921 : Le Détective improvisé (The Rookie's Return) de Jack Nelson
- 1921 : The Foolish Matrons de  Clarence Brown et Maurice Tourneur : Georgia Wayne
- 1922 : Boy Crazy, de William A. Seiter
- 1922 : Gay and Devilish de William A. Seiter
- 1922 : Up and at 'Em de William A. Seiter
- 1923 : Un nouveau Napoléon (Tea: With a Kick!) d'Erle C. Kenton
- 1923 : The Gunfighter de Lynn Reynolds
- 1924 : The Deadwood Coach de Lynn Reynolds